# Gyrtona acisalis
Gyrtona acisalis là một loài bướm đêm trong họ Noctuidae.